# ムハンマド・マフディー・アッ＝サーリフ
ムハンマド・マフディー・アッ＝サーリフ（محمد مهدي الصالح　Muhammad Mahdi Al-Salih、1947年または1949年 アンバール県 - ）は、イラクの元政治家、元官僚、元貿易大臣（1987年 - 2003年）。日本の報道では「サレハ貿易相」と表記された。

## 経歴
イギリスに留学経験があり、マンチェスター大学で地域計画の博士号を取得。イラクに帰国後は公務員となり、計画省の官僚となった。
1970年代には、大統領府の要職に付き、アフマド・ハサン・アル＝バクル、サッダーム・フセイン両大統領の下で従事。サッダームの信任を得て、1987年に貿易大臣に任命され、フセイン政権が崩壊する2003年4月9日まで同ポストにあり、政権の経済・貿易政策を担ってきた。
1989年に来日している。
イラク戦争下でも、外国記者団の前で、度々会見を開いていたが、4月3日の『前日にサッダームと会った。大統領は健在』との会見を最後に、サーリフは他の大臣同様に姿を消した。
03年4月23日、サーリフはアメリカ軍によって拘束された。
拘留下、サーリフは片目の視力を失ったとされ、拘束されている旧政権高官の弁護を担当するバディーウ・アーリフ弁護士に、片目の治療を行うためバグダードに来てくれるヨルダン人か、アラブ諸国出身の医師を求めているという。
2005年、サーリフはイラク検察当局により、クウェート侵攻や横領、マーシュ・アラブ人に対する大量虐殺、クルド人に対する民族浄化に関わったとして訴追された。
また、旧政権がイラク北部に住むクルド人に対して行った強制移住政策をサーリフが実行したとし、その件を裁く法廷に被告人として出廷していたが、2009年8月2日、イラク高等法廷はサーリフは強制移住に関与していないとして、無罪の判決を言い渡している。2012年3月に釈放され、イラクを出国した。